# Get Up with It
Get Up with It ist ein Fusion-Album von Miles Davis, das in verschiedenen Besetzungen zwischen dem 19. Mai 1970 und dem 7. Oktober 1974 in New York City aufgenommen wurde. Das von Teo Macero produzierte Album erschien am 22. November 1974 bei Columbia Records als Doppelalbum und war Miles Davis’ letztes Studioalbum vor seinem fünf Jahre währenden Rückzug aus der Musikszene.

## Das Album

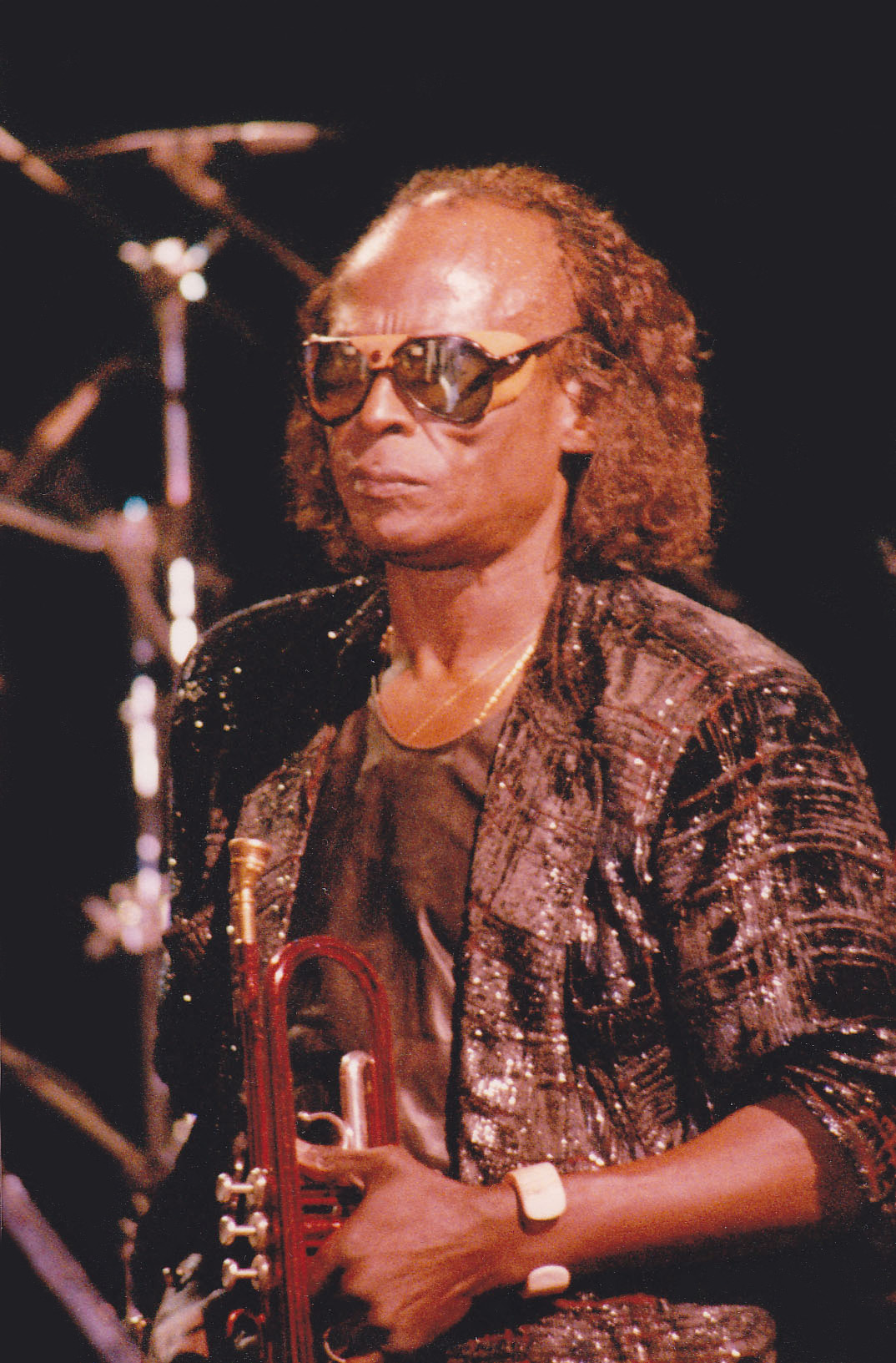
Miles Davis (1987)

Get Up with It war eine Zusammenstellung von Material, dessen Aufnahmesessions den Zeitraum von Mai 1970 (in der das Jack Johnson-Album entstand und die Fillmore-Konzerte stattfanden) bis zum Oktober 1974 (Mtume/Maiysha) umspannen. Mit Miles Davis spielten in dieser Phase u. a. Al Foster, Airto, John McLaughlin, Reggie Lucas, Pete Cosey, Mtume, David Liebman, Billy Cobham, Michael Henderson, Herbie Hancock, Keith Jarrett, Sonny Fortune und Steve Grossman.
Der erste Titel des Albums, das im Juni 1974 entstandene 33-minütige He Loved Him Madly, war eine Hommage von Miles Davis an den im Monat zuvor verstorbenen Duke Ellington, der sich gewöhnlich bei seinem Publikum mit I love you madly bedankte. Miles Davis hatte noch im Jahr zuvor als letzten Gruß eine Weihnachtskarte von Ellington erhalten, auf der stand: love you madly.
Trotz dieser Widmung, sind „die elektronischen Soundcollagen (…) von Ellington so weit entfernt wie nur irgend etwas“, schrieb Peter Wießmüller. „Auf der Basis spärlicher und eher unbetonter Rhythmik gibt es eine Menge freischwebender Klangorgien zu bewundern,“ die an die experimenteller Rockmusik von Pink Floyd erinnern und nur durch David Liebmans Flöte und Miles’ elektrisch verstärkte Trompete gelegentlich aufgelockert werden. Die zweite Hälfte des Werks wird durch lange, zügig pulsierende Rhythmen beherrscht.

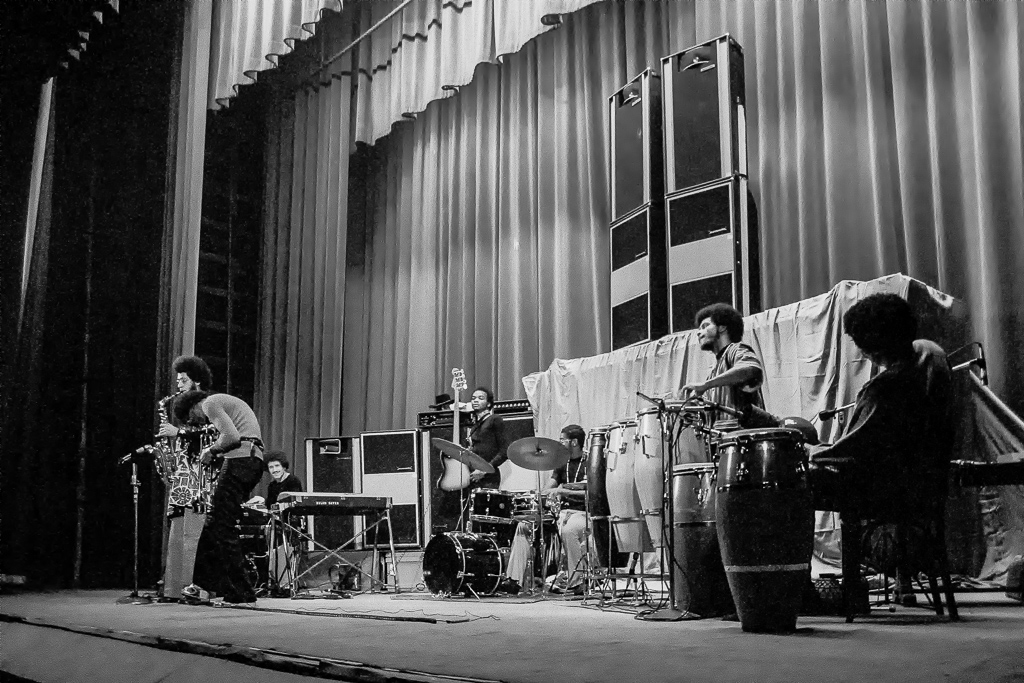
Miles Davis Septet 1971 mit Keith Jarrett, Michael Henderson, Leon Ndugu Chancler, Gary Bartz, Don Alias, James Forman

Nachdem Davis im September 1972 bei einem schweren Autounfall Verletzungen an den Beinen erlitten hatte, beschäftigte er sich während seiner Erholung mit der Musik von Karlheinz Stockhausen:

„Immer mehr setzte sich bei mir die Vorstellung fest, dass die Aufführung meiner Musik ein kreativer Prozess ist. Meine Kompositionen waren schon lange zeit kreisförmig angelegt und durch Stockhausen wurde mir jetzt klar, dass ich nie wieder zu dem alten Achttakteschema zurückkehren will, denn meine Stücke sind nie zu Ende, sie können immer weitergeh[e]n.“

Davis kombinierte seine Bewunderung für Duke Ellington mit seinem Interesse an dem Komponisten für Elektronische Musik und dem Funk-Pionier Sly Stone, „die beide vormachten, wie Musik sich auf Klangtexturen über verschiedene rhythmische Pulsierungen konzentrieren kann“. Der Trompeter spielte „lange tiefgefühlte Töne über ausgehaltenen Gitarrenklängen, die sich graduell ändern und deren Intensität immer weiter ansteigt, über eine ganze Plattenseite. 'Es ist einfach Klang', erklärte er.“
Davis setzte dabei den Wah-Wah-Effekt bei seiner elektrisch verstärkten Trompete ein, der wiederum Bezug nimmt auf Ellingtons „Erfindung des real-time Wah-Wah“ weit zurück in den Zwanziger-Jahren. „Die lauwarme Reaktion des Publikums“ auf He Loved Him Madly, urteilt Peter Lavezzoli, „war einer der Gründe für seinen zeitweiligen Rückzug von der Musikszene.“
Die zweite Seite des Originalalbums enthielt drei kürzere Titel: in Maiysha spielt Miles Davis erneut Orgel und erinnert dabei an Organisten wie Johnny „Hammond“ Smith oder Groove Holmes. „Während die Band ein einfaches Cocktail-Arrangement spielt, schägt Miles grelle und harsche Orgelakkorde an, die im Ohr dröhnen und sich über dieses Musikgenre lustig machen,“ schrieb Steve Davis nach Erscheinen des Albums im Rolling Stone. In Maiysha setzt Miles Davis die Orgel zur Erzeugung eines funkigen Grooves ein, dessen Fortgang impressionistisch von den Gitarristen Reggie Lucas, Pete Cosey und Dominique Gaumont geprägt wird. Das Spiel von Miles Davis weist hier auf künftige Alben des Spätwerks wie Tutu, The Man with the Horn und Decoy.
Honky Tonk hatte Miles Davis mit seiner sogenannten Fillmore-Band aufgenommen; diese bestand aus John McLaughlin, Herbie Hancock, Keith Jarrett, Billy Cobham, Airto, Steve Grossman und Michael Henderson. Die Seite endet mit Rated X, das wie Billy Preston aus der On the Corner-Phase von 1972 stammt. In dem Titel steuern Miles Davis und Cedric Lawson Keyboard-Riffs zu Sitar, Tabla und der afrikanischen Perkussion von Mtume bei. Miles Davis sagte dazu später in seiner Autobiografie:

„Ich wollte an die Musik anknüpfen, mit der ich aufgewachsen bin, diesen schmutzigen Roadhouse-Sound, dieses harte Honky-Tonk-Ding, zu dem die Leute am Freitag- und Samstagabend tanzen. Aber meine Musiker spielten von Hause aus Jazz und das war neu für sie.“

Latin Funk ist das beherrschende Element von Calypso Frelimo vom September 1973, mit John Stubblefield am Sopransaxophon und Dave Liebman (Flöte). „Miles vollzieht hier auf der Basis federleichter Reggae-Rhythmen eine stilistische Integration mit Sololäufen von Trompete, Flöte und Sopransaxophon.“ Calypso Frelimo, das Davis dem Freiheitskampf der Frente de Libertação de Moçambique (FRELIMO) in Angola widmete, nimmt die gesamte dritte Seite der Doppel-LP ein. Wieder ist Miles Davis an der Orgel zu finden, mit der er seine Band durch das Tempo führt, gestützt auf seine Rhythmusgruppe.
Die Blues-Jam-Session Red China Blues featurt Wally Chambers (Harmonika) und Cornell Dupree (Gitarre) als Gastmusiker, sowie zur regulären Band eine Bläsergruppe. Die „hartkantige“ Nummer bringt Miles Davis zurück an die Trompete. das folgende Mtume stellt den gleichnamigen Perkussionisten der Band hervor; Billy Preston – der gleichnamige Soulmusiker wirkte nicht mit – mit Miles am Piano und Carlos Garnett am Altsaxophon als Solisten „ist Miles’ Tribut an einen weiteren seiner Soul-Inspirationsquellen und ein Knüller. Wie er es immer tut, stürzt sich der Künstler gerauaus, ist darin sicher, wo er hinwill und hält sich nicht damit auf, über seine Schulter zu blicken, um zu schauen, wer ihm zwangsläufig folgt“. Billy Preston mit seinen polyrhythmischen Funk-Figuren wird beherrscht durch die Perkussionisten Al Foster, Badal Roy und Mtume. Dem gegenüber stehen Trompete, Saxophon (Carlos Garrett) und Keyboards (Cedric Lawson) sowie die Gitarristen Lucas, Henderson und Khalil Balakrishna an der elektrisch verstärkten Sitar.

## Titelliste
- Miles Davis: Get Up With It (Columbia KG 33236)

Seite 1
1. He Loved Him Madly (1974) – 32:05

Seite 2
1. Maiysha (1974) – 14:49
2. Honky Tonk (1970) – 5:54
3. Rated X (1972) – 6:49

Seite 3
1. Calypso Frelimo (1973) – 32:10

Seite 4
1. Red China Blues (1972) – 4:10
2. Mtume (1974) – 15:12
3. Billy Preston (1972) – 12:35

Alle Kompositionen stammen von Miles Davis.

## Besetzung
| He Loved Him Madly Columbia Studio E, New York City, 19. oder 20. Juni 1974 - Miles Davis, Trompete, Orgel - Dave Liebman, Altflöte - Pete Cosey, E-Gitarre - Reggie Lucas, E-Gitarre - Dominique Gaumont, E-Gitarre - Michael Henderson, Bassgitarre - Al Foster, Schlagzeug - James Mtume, Perkussion Maiysha Columbia Studio E, New York City, 7. Oktober 1974 - Miles Davis, Trompete, Orgel - Sonny Fortune, Flöte - Pete Cosey, E-Gitarre - Reggie Lucas, E-Gitarre - Dominique Gaumont, E-Gitarre - Michael Henderson, Bassgitarre - Al Foster, Schlagzeug - James Mtume, Perkussion Honky Tonk Columbia Studio E, New York City, 19. Mai 1970* Miles Davis, Trompete - Steve Grossman, Sopransaxophon - John McLaughlin, E-Gitarre - Keith Jarrett, E-Piano - Herbie Hancock, Clavinet - Michael Henderson, Bassgitarre - Billy Cobham, Schlagzeug - Airto Moreira, Percussion Rated X Columbia Studio E, New York City, 6. September 1972 - Miles Davis, Orgel - Cedric Lawson, E-Piano - Reggie Lucas, E-Gitarre - Khalil Balakrishna, elektrische Sitar - Michael Henderson, Bassgitarre - Al Foster, Schlagzeug - James Mtume, Percussion - Badal Roy, Tabla | Calypso Frelimo Columbia Studio E, New York City September 17, 1973 - Miles Davis, Trompete mit Wah-Wah, E-Piano, Orgel - Dave Liebman, Flöte - John Stubblefield, Sopransaxophon - Pete Cosey, E-Gitarre - Reggie Lucas, E-Gitarre - Michael Henderson, Bassgitarre - Al Foster, Schlagzeug - James Mtume, Percussion Red China Blues Columbia Studio E, New York City, 9. März 1972 - Miles Davis, Trompete mit Wah-Wah - Lester Chambers, Harmonika - Cornell Dupree, E-Gitarre - Michael Henderson, Bassgitarre - Al Foster, Schlagzeug - Bernard Purdie, Schlagzeug - James Mtume, Percussion - Wade Marcus, Brass-Arrangement - Billy Jackson, Rhythmus-Arrangement Mtume Columbia Studio E, New York City, 7. Oktober 1974 - Miles Davis, Trompete mit Wah-Wah, Orgel - Pete Cosey, E-Gitarre - Reggie Lucas, E-Gitarre - Michael Henderson, Bassgitarre - Al Foster, Schlagzeug - James Mtume, Percussion - Sonny Fortune, Flöte Billy Preston Columbia Studio E, New York City, 8. Dezember 1972 - Miles Davis, Trompete mit Wah-Wah - Carlos Garnett, Sopransaxophon - Cedric Lawson, Fender Rhodes E-Piano - Reggie Lucas, E-Gitarre - Khalil Balakrishna, elektrische Sitar - Michael Henderson, Bassgitarre - Al Foster, Schlagzeug - James Mtume, Percussion - Badal Roy, Tabla |

## Rezeption und Wirkung

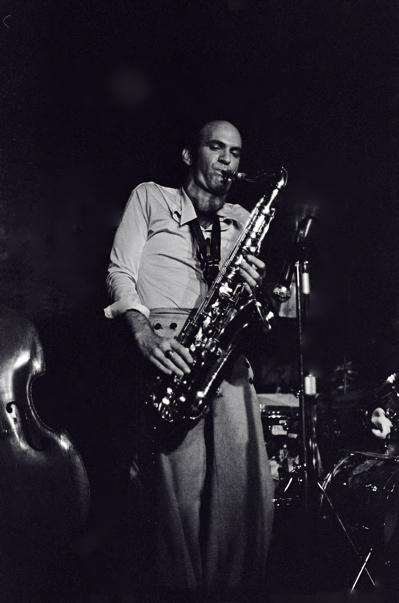
Dave Liebman ca. 1975

Stephen Davis meinte nach Erscheinen des Albums 1975 im Rolling Stone, dass Miles Davis’ langjährige Zuhörerschaft dieses Album als „bizarr“ empfinden würden, da der Trompeter erstmals auf der Hälfte aller Titel Orgel spielte. Auch die drei elektrischen Gitarren auf verschiedenen Titeln, der Gebrauch des Overdubs bei Trompeten-Backgrounds und der Mundharmonika-Track (Red China Blues) seien befremdlich. Die lange „Elegie“ He Loved Him Madly verkörpere die „ganze Tiefe der Verehrung“, die die Generation von Miles Davis für Ellington hatte, und die Kirchenmusik ähnliche Stimmung habe genau den richtigen feierlichen Effekt. Am Beispiel des Calypso Frelimo merkte der Autor an, dass ohne Miles’ Trompete manche dieser langen Nummern gelegentlich dazu neigen zu langweilen.
Der All Music Guide to Electronica verlieh dem Album drei Sterne; Scott Yanow hob die Fülle an Variationen hervor. Obwohl Miles über die Hälfte der Stücke Orgel statt seine Trompete spiele, sei das dichte Ensemblespiel und die leidenschaftlichen Improvisationen eher kreativ als voraussehbar.
Richard Cook und Brian Morton bewerteten das Album mit 3½ (von 4) Sternen und finden es kohärenter als seine unmittelbaren Vorgängeralben und viel anspruchsvoller.
Peter Wießmüller sieht in dem „seltsamen“ Album in erster Linie „ein Konglomerat von Einspielungen“, lobt aber einzelne Titel wie Honky Tonk, „in dem John McLaughhlin und Keith Jarrett durch sparsame Intonation eine herrliche Visitenkarte abliefern,“ ferner den „spannungsreichen“ Calypso Frelimo, mit den „Dampfhammer-Ostinatos des Gespanns Michael Henderson und Al Foster“, die hier „wieder zur Meisterklasse (zählen); ein absolut genaues Timing und gegeneinander laufende Rhythmen schaffen eine fast zeitlos dynamische Räumlichkeit, in die […] Cosey und Miles an der Orgel ihre Cluster hineinschließen.“
Der Allmusic bewertet das Album mit vier Sternen und meinte:

“This may be the most ‘commercial’ sounding of all of Miles’ electric records from the '70s, but it still sounds out there, alien, and futuristic in all the best ways, and Get Up with It is perhaps just coming into its own here in the 21st century.”

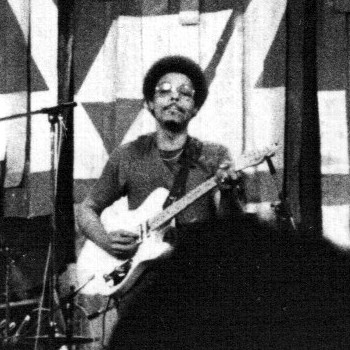
Cornell Dupree (1976)

Brian Eno bezeichnete He Loved Him Madly als bleibenden Einfluss auf sein Schaffen in der Ambient Music.
Tony Green schrieb in JazzTimes:

“While Davis’ electric work was often intensely spacious, as on Get Up With It’s Duke tribute ‘He Loved Him Madly,’ his later electric work was marked by even more interest in the bottom line and a sound that provided an eerie parallel to some of Funkadelic’s more atmospheric stuff. A lot of fusion, in retrospect, seems constructed all top-heavy like the Guggenheim; Davis’ model was built more like a pyramid, with the heaviest architecture at the base. On the Corner’s multiple ‘Black Satin’-ahem-remixes share conceptual space with Get Up With It’s ‘Calypso Frelimo’ and the eerie, proto-junglist ‘Rated X,’ from that same collection, with the rhythmic cross currents and textural landscapes, serves as the focal point.”